# Pont dels Cantenys
El Pont dels Cantenys és una obra de Maçanet de Cabrenys (Alt Empordà) inclosa a l'Inventari del Patrimoni Arquitectònic de Catalunya.

## Descripció
Situat al sud del nucli urbà de la població de Maçanet de Cabrenys, a la banda de tramuntana del puig del Coll dels Pins, al paratge del Solà de Cantenys.
Pont d'un sol arc de mig punt bastit amb maons i amb diverses refeccions fetes en totxo, situat damunt del curs del clot del Cau. L'intradós de l'arc presenta els maons disposats a pla. Els dos capponts, situats als extrems de l'estructura, estan bastits en pedra desbastada i sense treballar lligada amb abundant morter de calç. El pont compta amb una barana de ferro.
La construcció presenta els paraments arrebossats.